# Oekene
Oekene est une section de la ville belge de Roulers, en province de Flandre-Occidentale. C'était une commune à part entière avant la fusion des communes de 1977.

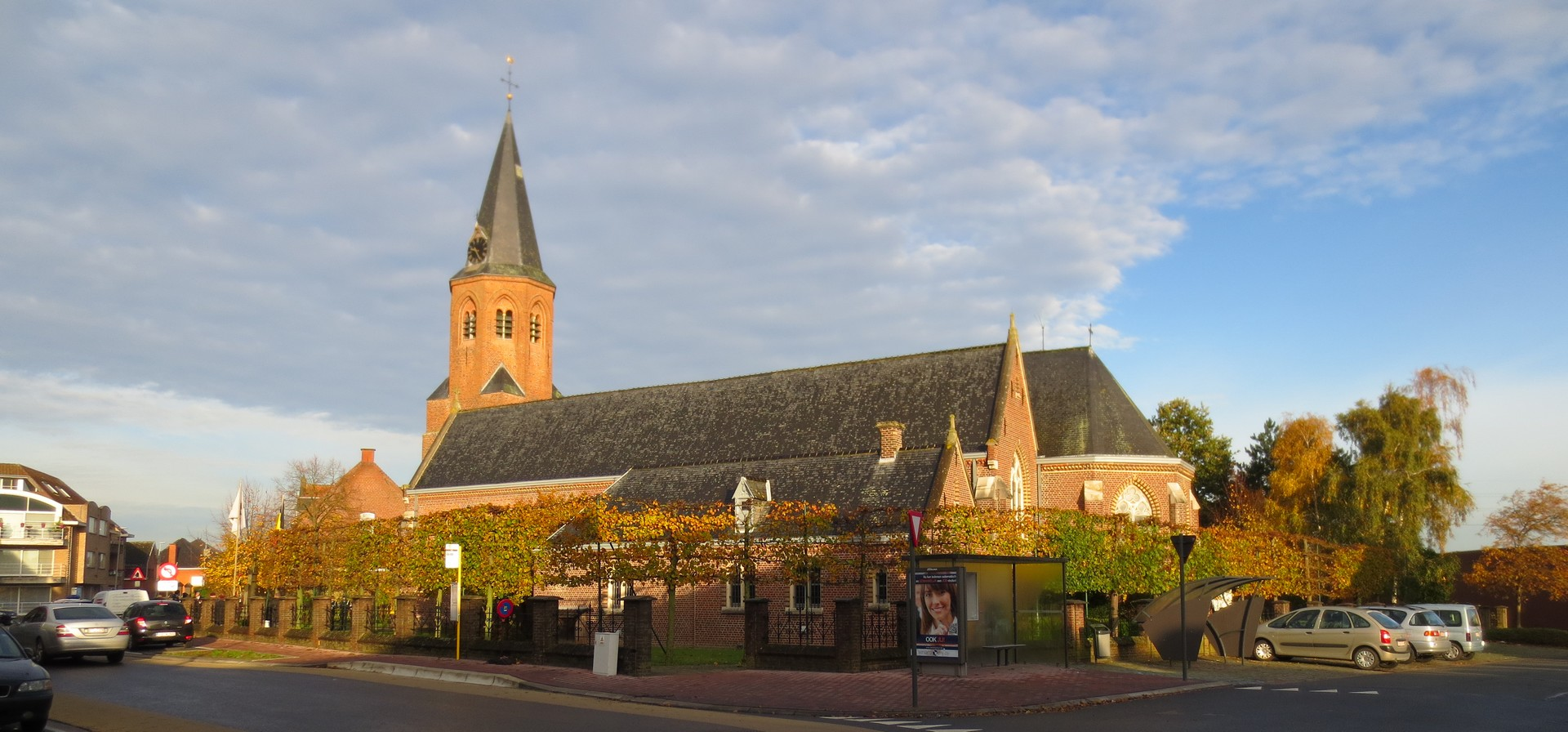
Oekene

## Monuments

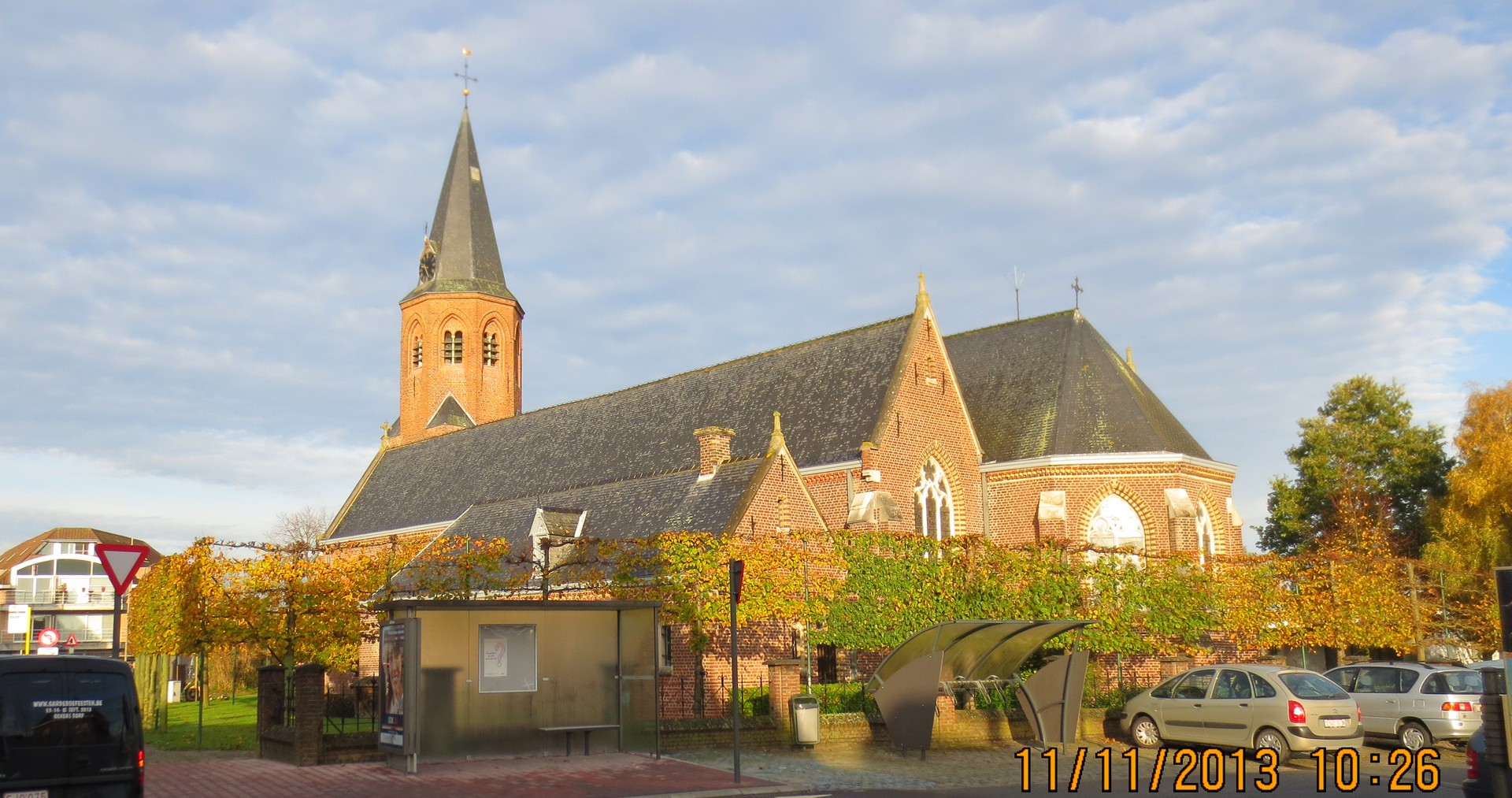
Eglise d'Oekene

## Démographie

### Évolution démographique
- Sources : INS, Rem. : 1831 jusqu'en 1970 = recensements, 1976 = nombre d'habitants au 31 décembre[2].